# PZL Ł.2
Il PZL Ł.2 fu un aereo da collegamento monomotore, monoplano ad ala alta sviluppato dall'azienda polacca Państwowe Zakłady Lotnicze nei tardi anni venti.
Realizzato per soddisfare requisiti militari, trovò limitato impiego anche in ambito civile, utilizzato principalmente per superare precedenti primati per velivoli della categoria.

## Utilizzatori
Polonia
- Siły Powietrzne